# Řády, vyznamenání a medaile Ekvádoru

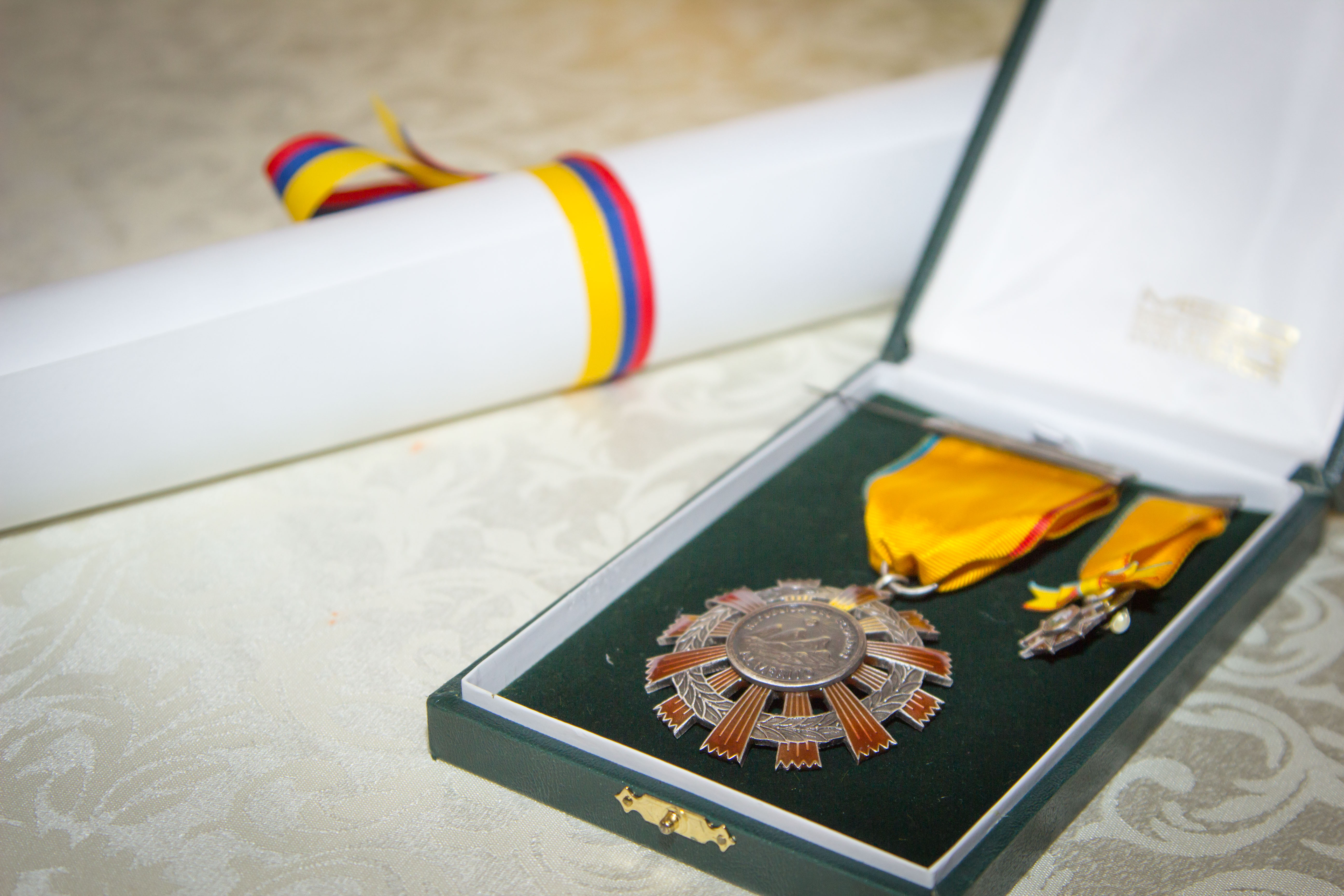
Národní řád za zásluhy insignie s diplomem

Ekvádorská republika ve snaze ocenit úspěchy vlastních občanů i cizinců, jež vykonali činy ve prospěch státu, vydala řadu civilních i vojenských vyznamenání. Jsou udílena podle uvážení úřadujících vlád v čele s prezidentem republiky a na návrh vládního kabinetu nebo vrchního velení ozbrojených sil či policie. Nejvyšším vyznamenání Ekvádoru je Šerpa prezidenta Ekvádoru, která je určena výhradně pro prezidenta republiky. V hierarchii řádů je nejvýše postaven Národní řád svatého Vavřince, který byl poprvé vytvořen 17. srpna 1809 a obnoven v roce 1959.

## Systém vyznamenání
- Šerpa prezidenta Ekvádoru (Banda Presidencial de Ecuador) byla založena roku 1830. Náleží výhradně prezidentu Ekvádoru.[1]
- Národní řád svatého Vavřince (Orden Nacional de San Lorenzo) byl poprvé založeno 17. srpna 1809. Udílen je občanům Ekvádoru i cizincům za mimořádné služby státu.[2]
- Národní řád za zásluhy (Orden Nacional al Mérito) byl založen 8. října 1821. Udílen je občanům Ekvádoru i cizím státním příslušníkům za vynikající civilní či vojenské služby národu.[3]
- Řád Abdóna Calderóna (Orden de Abdón Calderón) byl založen roku 1904. Jako vojenské vyznamenání je udílen za mimořádné úspěchy při obraně vlasti.[4]
- Národní řád Honorata Vásqueze (Orden Nacional Honorato Vásquez) byl založenb25. dubna 1985. Udílen je ve třech třídách (velkokříž, komtur a rytíř) za mimořádné úspěchy v politické a diplomatické oblasti.[5]
- Řád Atahualpy (Orden de Atahualpa) je pojmenován po posledním neomezeném vládci Incké říše, Atahualpovi. Jako vojenské vyznamenání je udílen za mimořádné úspěchy při ochraně vlasti na domácí půdě i v zahraničí.
- Řád za zásluhy v zemědělství (Orden al Mérito Agrícola) je udílen za vynikající úspěchy v oblasti zemědělství a chovu hospodářských zvířat. Stuha je červená se zelenými proužky lemujícími oba okraje.[6]
- Letecký záslužný řád „andského kondora“ (Orden al Mérito Aeronáutico "Cóndor de los Andes") je udílen za mimořádné úspěchy v letecké obraně vlasti. Stuha je světle modrá.[7]
- Řád Eloye Alfara (Orden de Eloy Alfaro) je civilní i vojenské vyznamenání pojmenované po ekvádorském politikovi E. Alfarovi, který v letech 1895 až 1901 a opět v letech 1906 a 1911 zastával funkci prezidenta republiky. Udílen je za vynikající výsledky v civilní či vojenské oblasti při obraně vlasti.
- Vojenský záslužný kříž (Cruz al Mérito Militar) je udílen za vynikající výsledky v obraně při bojích na souši.
- Záslužná medaile námořnictva (Medalla al Mérito de la Fuerza Naval)
- Čestná medaile námořnictva (Medalla de Honor de la Fuerza Naval) je udílena za vynikající úspěchy při ochraně vlasti na moři.
- Válečný záslužný kříž (Cruz al Mérito de Guerra) je udílen za mimořádné úspěchy na bojišti.
- Vojenský záslužný kříž „Vítězů od Tarqui“ (Cruz al Mérito Militar "Vencedores de Tarqui") je udílen za vojenské úspěchy.
- Námořní záslužná medaile „velitele Morána Valverdeho“ (Medalla al Mérito Naval "Comandante Morán Valverde") je udílena za úspěchy v námořní oblasti.
- Záslužná medaile Ekvádorské republiky (Medalla al Mérito República del Ecuador) je udílena za úspěchy na bojišti.
- Medaile Vojenské akademie (Medalla Academia de Guerra) je udílena při příležitosti ukončení studia na Vojenské akademii.
- Medaile vojenského okruhu (Medalla del Círculo Militar) je udílena za civilní služby pro ozbrojené síly Ekvádoru.
- Velkokříž Vicenteho Rocafuerteho za diplomatické zásluhy (Gran Cruz Vicente Rocafuerte al Mérito Diplomático) je udílen za mimořádné zásluhy v diplomatické oblasti při reprezentaci vlasti.[8]